# Stará Paka
Stará Paka es una localidad situada en el distrito de Jičín, en la región de Hradec Králové, República Checa. Tiene una población estimada, a principios del año 2022, de 2083 habitantes.
Está ubicada al oeste de la región, a unos 85 km al noreste de Praga, en la zona conocida como "Paraíso Checo", cerca de la frontera con las regiones de Bohemia Central y Liberec.